# Gymnostomum viridulum
Gymnostomum viridulum är en bladmossart som beskrevs av Bridel 1826. Gymnostomum viridulum ingår i släktet kalkkuddmossor, och familjen Pottiaceae. Inga underarter finns listade i Catalogue of Life.